# Peuetsagu (berg i Indonesien)
Peuetsagu är ett berg i Indonesien.   Det ligger i provinsen Aceh, i den västra delen av landet, 1 700 km nordväst om huvudstaden Jakarta. Toppen på Peuetsagu är 2 820 meter över havet.
Terrängen runt Peuetsagu är kuperad åt nordväst, men åt sydost är den bergig. Peuetsagu är den högsta punkten i trakten. Runt Peuetsagu är det glesbefolkat, med 11 invånare per kvadratkilometer. I omgivningarna runt Peuetsagu växer i huvudsak städsegrön lövskog.